# Aliscans
Aliscans és una cançó de gesta francesa del cicle de Guillem. És una obra de la segona meitat del segle xii i consta de 8.435 versos decasíl·labs, en 200 laisses monorimes. Es conserva en una quinzena de manuscrits. L'argument que s'hi narra és essencialment paral·lel a la segona part de la Cançó de Guillem.
Wolfram von Eschenbach es va inspirar en aquesta cançó de gesta per al seu Willehalm, obra que ha de ser escrita abans de 1217, data de la mort de Hermann I de Turíngia, que és qui li va encarregar.